# Terremotos de Ridgecrest de 2019
Los terremotos de Ridgecrest de 2019 fueron una serie de terremotos que se produjeron cerca de Searles Valley y el Parque nacional del Valle de la Muerte en California, Estados Unidos, el 4 y 5 de julio de 2019.
El 4 de julio de 2019 se produjo un terremoto de 6,4 a las 10:33 hora local en una zona remota del condado de San Bernardino. Este terremoto fue precedido por varios movimientos telúricos de menor intensidad y fue seguido por más de 1.400 réplicas detectadas; la más fuerte de 5,4 a las 04:07 hora local del 5 de julio. Ese mismo día, ocurrió un terremoto de 7,1 a las 20:19 hora local, los terremotos se ubicaron cerca del poblado de Ridgecrest.
Se produjeron daños relativamente mayores, aunque algunos incendios en edificios se registraron en Ridgecrest, California, cerca del epicentro. Los efectos se sintieron en Bakersfield, San Bernardino, Los Ángeles, Sacramento, San Diego, Fresno, Santa Bárbara, Las Vegas, y más al sur en Mexicali, Ensenada y Tijuana, en México. Se estima que 20 millones de personas percibieron el terremoto de 6,4 y 30 millones el terremoto de 7,1 en la escala de Richter. El saldo luego de los eventos telúricos fueron 25 personas lesionadas, y daños moderados cerca de la zona epicentral.
El gobernador de California, Gavin Newsom, alertó a máximo nivel las oficinas de Servicios de Emergencias en la zona y pidió al presidente Donald Trump declarar estado de emergencia por las afectaciones a las carreteras y los pueblos cercanos.